# Абай Кунанбаев

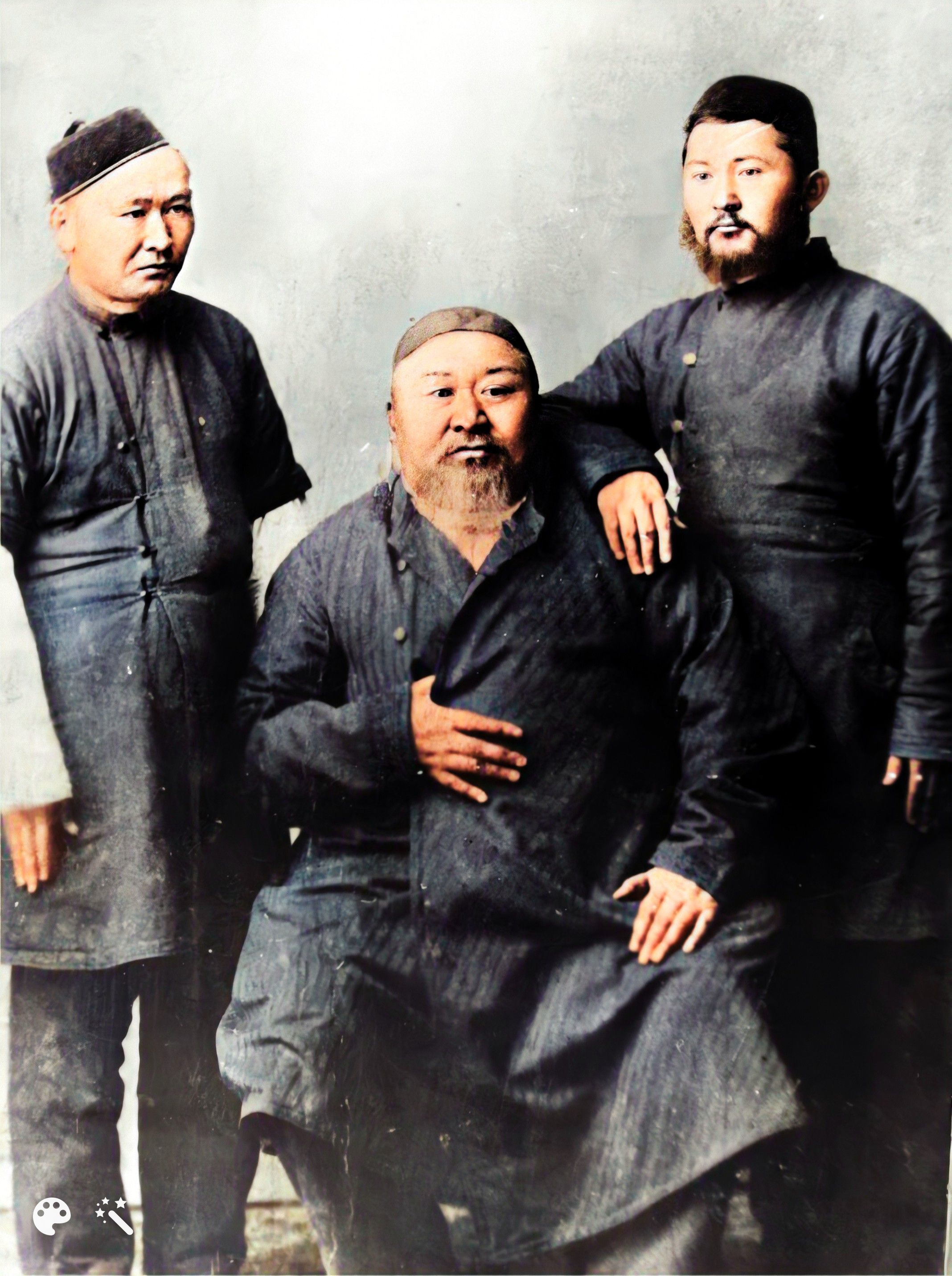
Абай Кунанбаев (фото в цвете)

Аба́й (Ибраги́м) Кунанба́ев (каз. Абай (Ибраһим) Құнанбайұлы / Abai (İbrahim) Qūnanbaiūly МФА: [ɑbɑj qʊnɑnbɑjʊlə]о файле; 29 июля [10 августа] 1845, урочище Жидебай, Чингизтау, Бийский уезд, Томская губерния, Российская империя — 23 июня [6 июля] 1904, Жидебай, Семипалатинский уезд, Семипалатинская область, Российская империя) — казахский поэт, философ, музыкант, народный просветитель, общественный деятель, основоположник письменной казахской литературы и её первый классик, реформатор культуры в духе сближения с европейской культурой на основе культуры просвещённого ислама.
Был одним из первых казахских писателей, кто активно использовал прозу в своих произведениях, расширяя жанровые границы казахской литературы.
В своих произведениях Абай Кунанбаев выразил глубокие мысли о национальной идентичности, любви к родине, природе и человеческим ценностям.
Настоящее имя — Ибрагим, но прозвище Абай (каз. Абай «внимательный», «осторожный»), данное бабушкой Зере, закрепилось за ним на всю жизнь.

## Биография
Абай Кунанбаев (Ибрагим) родился 29 июля (10 августа) 1845 года в урочище Жидебай в Чингизских горах, которое в то время административно входило в состав Бийского уезда Томской губернии (ныне Абайский район Абайской области Республики Казахстан), в семье крупного бая Кунанбая Оскенбаева (Ускенбаева) рода Тобыкты. Семья Абая принадлежала к местной знати; дед (Оскенбай) и прадед (Иргизбай) главенствовали в своём роду в качестве правителей и биев.
Начатое в детстве домашнее обучение у муллы было продолжено в медресе, у муллы Ахмет-Ризы, в Семипалатинске, где преподавали арабский, персидский и другие восточные языки. Одновременно посещал русскую школу. К концу своей учёбы начал писать стихи, сначала приписывая их авторство своему другу Кокпаю Джантасову. С 13 лет отец Кунанбай начал приучать Абая к деятельности главы рода. В возрасте 28 лет Абай отошёл от неё, целиком занявшись самообразованием, но только к 40 годам создал свои первые взрослые стихотворения. Значительным событием для Абая явилось его общение с политическими ссыльными Евгением Михаэлисом, Нифонтом Долгополовым, Северином Гроссом.
На формирование мировоззрения Абая оказали влияние поэты и учёные Востока, придерживавшиеся гуманистических идей (Фирдоуси, Алишер Навои, Низами, Физули, Ибн Сина и другие), а также произведения русских классиков, а через них — и европейская литература вообще. Он переводил Крылова, Лермонтова, Пушкина, Гёте и Байрона.
Характерна история стихотворения «Қараңғы түнде тау қалғып» («Горы дремлют в тёмной ночи»), ставшего народной песней. Гёте написал «Wanderers Nachtlied» («Ночную песню странника»), Лермонтов переложил её на русский язык («Горные вершины спят во тьме ночной…»), а спустя ещё полвека Абай Кунанбаев передал её содержание на казахском языке.
Абай Кунанбаев способствовал распространению русской и европейской культуры среди казахов.
Некоторое время Абай работал волостным управителем:
Бестолково учась, я жизнь прозевал.

Спохватился, да поздно. Вот он, привал!

Полузнайка — я мнил себя мудрецом

И заносчиво ждал наград и похвал.

Остальных мечтал за собою вести,

А они меня сами сбили с пути.

Я — один, а наглых невежд не сочтёшь,

И нелепые шутки ныне в чести.

Ни друзей у меня, ни любимой нет.

Я устало пою на исходе лет.

О, каким необъятным казался мир

Той порой, как встречал я жизни рассвет!

(Перевод А. Штейнберга)
По утверждениям советских литературоведов, Абай высмеивал некоторые обычаи родового аула, выступал «против рабского положения женщины» и, как повторено в его парадных советских биографиях, «против социального зла и невежества». Советские литературоведческие источники, повторяя эту фразу, иногда ссылаются в её подтверждение на стихотворения «Наконец, волостным я стал…» (1889), «Управитель начальству рад…» (1889) и «Кулембаю» (1888). Абай Кунанбаев был новатором казахской поэзии; новаторский характер носят стихи, посвящённые временам года: «Весна» (1890), «Лето» (1886), «Осень» (1889), «Зима» (1888), стихи о назначении поэзии (учить хорошему и осуждать плохое). Сюжеты поэм «Масгуд» (1887) и «Сказание об Азиме» основаны на мотивах восточной классической литературы. В поэме «Искандер» противопоставлены разум в лице Аристотеля и алчность завоевателя в лице Александра Македонского царя Македонии.
Ввёл в казахское стихосложение новые размеры, рифмы и стихотворные формы: восьмистишия и шестистишия.
Абаем создано около 170 стихотворений и 56 переводов, написаны поэмы, «Слова назидания» («Қара сөздер»).
Абай был также композитором. Песни на свои слова и переводы русских и европейских поэтов он не записывал. Популярные в народе, они были записаны после революции Бимбоэсом А.Э., Затаевичем А. В., Хамиди Л. А., Жубановым А. К., Ерзаковичем Б. Г.. Он создал около двух десятков мелодий, которые сочетают черты казахского и русского мелосов. Среди его песен «Көзімнің қарасы» («Ты зрачок глаз моих», перевод Марии Петровых) стала народной:
Ты — зрачок глаз моих,

Пламень душ золотых.

Сердцу мук не избыть

Столь глубок шрам от них.

И мудрец весь седой,

Покачав головой,

Скажет: «Нет, средь живых

Не встречал я такой!»

Весь в слезах я брожу

И тоской исхожу,

Жемчуг слов дорогих

Для тебя нахожу.

Не страшись, что в тиши

Говорю от души,

Иль самой невдомёк!

Дивный день предреши…
Абай Кунанбаев оказал большое влияние на зарождавшуюся казахскую национальную интеллигенцию конца XIX − начала XX веков. Так, руководители движения Алаш-Орда воспринимали Абая как своего духовного предтечу и даже духовного вождя возрождения казахской нации. Алихан Букейханов стал первым биографом Абая. Его статья «Абай (Ибрагим) Кунанбаев» — некролог казахского народного поэта — была напечатана в газете «Семипалатинский листок» в 1905 году. Затем с портретом Абая она печаталась в журнале «Записки Семипалатинского подотдела Западно-Сибирского отдела Императорского русского географического общества» в 1907 году.

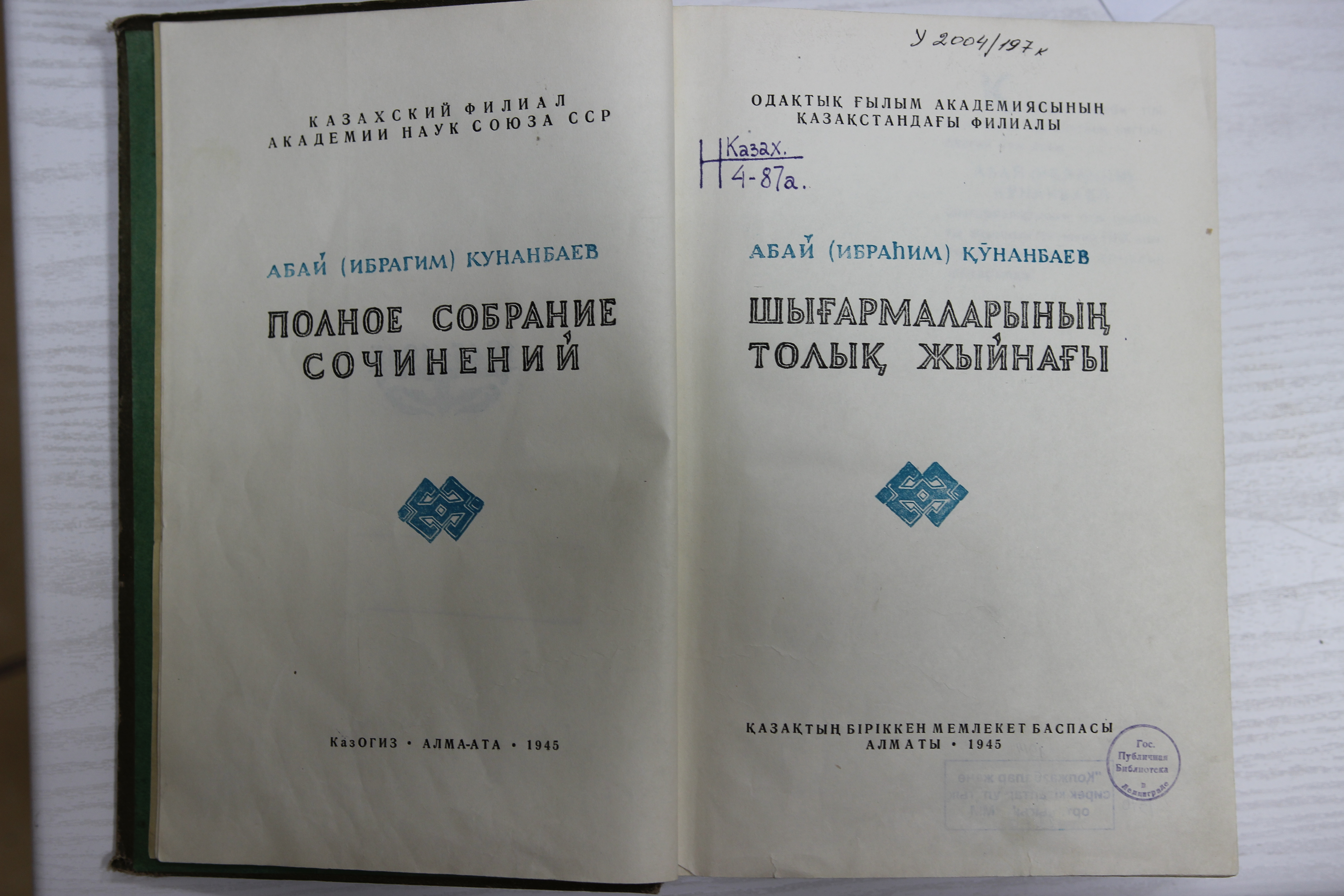
Абай Кунанбаев. Полное собрание сочинений. 1945 г.

В 1914 году тюрколог В. В. Гордлевский выбрал в качестве видных представителей казахской литературы Абая Кунанбаева и Миржакипа Дулатова для публикации их текстов в «Восточном сборнике», выпущенном в честь 70-летия известного востоковеда, академика Н. И. Веселовского.

## Происхождение и семья
- Отец Кунанбай кажы — ага-султан всего Каркаралинского внешнего округа, позже волостной управитель Кокше-Тобыктинской волости, годы жизни 1804—1886.
- Мать Улжан — из рода Каракерей племени Найман
- Дед Оскембай — сын Ыргызбая, бий рода тобыкты, годы жизни ок. 1778—1850.
- Бабушка Токбала (каз. Зере әже) — дочь Бектемыр султана, в замужестве прозванная Зере, из рода Матай племени Найман. Воспитывала и обучала Абая родному языку.
- Изгутты Кунанбаев — старший брат Абая также волостный правитель. (Приёмный сын Кунанбая (сын родной сестры), из рода Токабай племени Найман)

### Дети
- Акылбай, старший сын (1861—1904). Родился когда Абаю было всего 16 лет, воспитывался младшей женой Кунанбая — Нурганым.
- Абдирахман, (прозванный отцом «Абиш») (1868—1895). Окончил реальное училище в городе Тюмени, потом Михайловскую школу артиллерии в Санкт-Петербурге. Однако здоровье не позволило ему поступить в Военную академию. Умер от туберкулёза в 1895 году.
- Магауия, (прозванный отцом «Магаш») (1870—1904). После обучения в Семипалатинске вернулся в свой аул. По настоянию отца писал поэмы. Самое объёмное его произведение — поэма «Медгат-Касым». В последние годы жизни был местным судьёй.
- Турагул, младший сын (1875—1934). Общественный деятель партии «Алаш», поэт и писатель. По его собственному утверждению перевёл на казахский язык произведения: Джека Лондона «Эскимос Киш» и «Мартин Иден» (переводы не сохранились), М. Горького «Челкаш», А. С. Неверова «Марья-большевичка», Болеслава Пруса «Антек» и другие. Умер в 1934 году в Чимкенте.

### Другие родственники
- Прадед Ыргызбай — батыр и бий рода Тобыкты, родился приблизительно в 1750 годах.
- Шакарим, племянник — поэт, писатель, переводчик, композитор, историк и философ. Перевёл произведения «Дубровский» и «Метель» А. С. Пушкина. Автор книги «Зеркало казахов», поэмы «Калкаман-Мамыр» и «Енлик-Кебек». Сын старшего брата Абая — Кудайберды.
- Кунанбаев, Какитай, племянник — поэт, издатель стихов Абая. Сын младшего брата Абая Ыскака.

## Слова назидания
Знаменитым произведением Абая стала прозаическая поэма «Қара сөз» (в дословном переводе «Простое (буквально — чёрное) слово»), состоящая из 45 кратких притч или философских трактатов. В этих «Назиданиях» поднимаются проблемы истории, педагогики, морали и права этнических казахов. «Қара сөз» создана Абаем на склоне лет.
- Известны два её перевода на русский язык. Перевод Виктора Шкловского вышел в 1945 году, к 100-летию со дня рождения Абая, в издательстве «Художественная литература» под названием «Назидания»[7]. Позднее этот перевод выходил переизданиями в 1954 и 1979 гг.
- Также известны переводы казахских писателей Сатимжана Санбаева (под названием «Слова назидания», 1970) и Ролана Сейсенбаева, с изменённым названием («Книга слов», представляющий собой попытку изложить текст «прозаической поэмы» по-немецки; 1993)[8].
- В 2010 году после назначения в Казахстан епископ Геннадий (Гоголев) частично перевёл «Слова назидания» на русский впервые в стихах[9].
- «Слова назидания» также переведены на узбекский, татарский, турецкий, английский, монгольский языки[10], также французский, латышский[11], корейский[12] и китайский[13].

## Сочинения (основные издания)

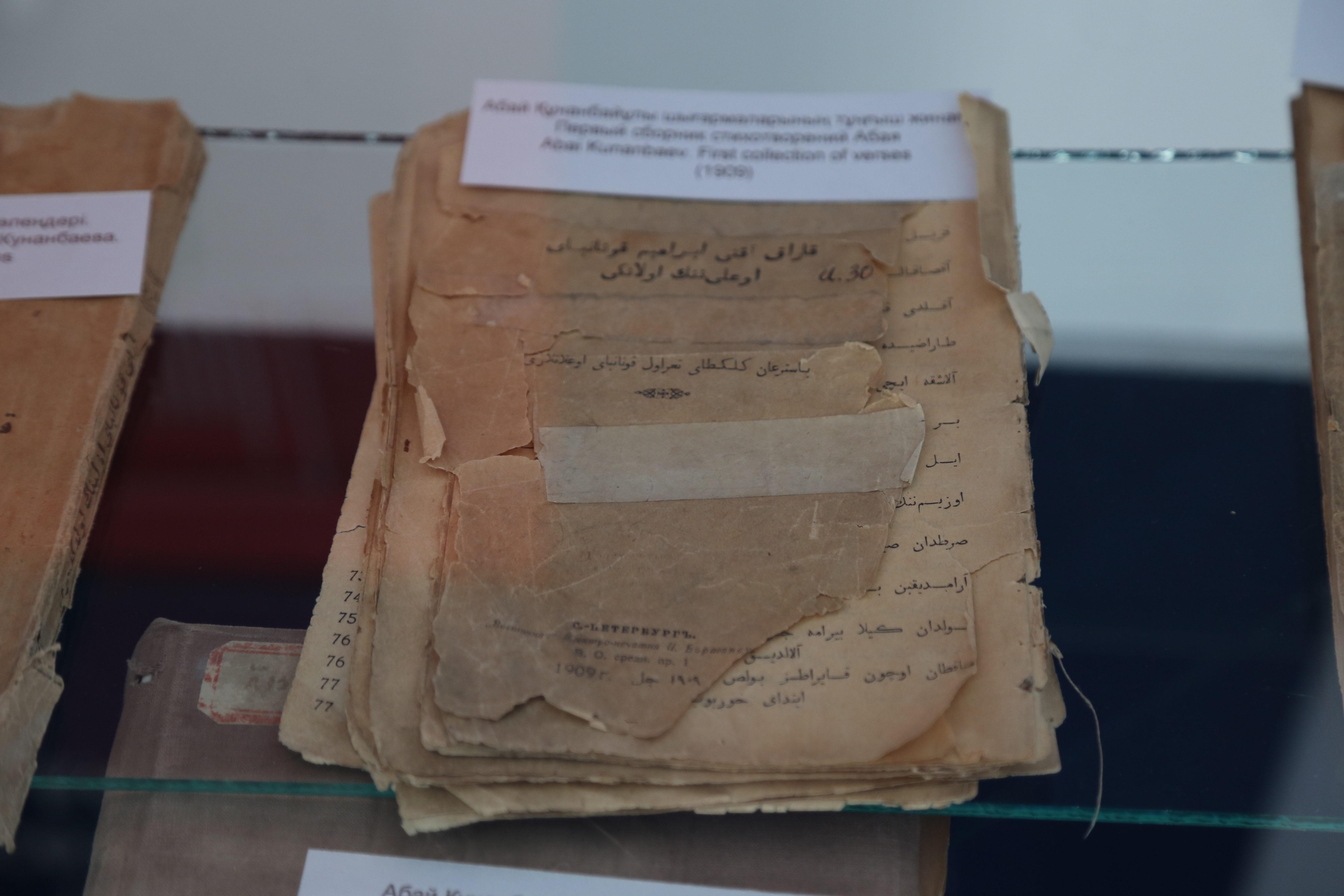
Первый сборник стихов Абая, Санкт-Петербург, 1909 год (в музее Абая, город Семей)

- Первый сборник «Стихи казахского поэта Ибрагима Кунанбаева» (под ред. Какитая Искакова) — Санкт-Петербург, 1909; Казань, 1922; Ташкент, 1922.
- «Абай Кунанбайұлы толық жинақ» (полное собрание стихов под ред. М. Ауэзова), Кызыл-Орда, 1933.
- Кунанбаев А. Лирика и поэмы / Под ред. Соболева, предисл. М. Ауэзова, Москва, Гослитиздат, 1940.
- Абай Кунанбаев. Избранное. Пер. с каз. под ред. Л. Соболева. Алма-Ата, Худ. лит., 1945.
- Абай Кунанбаев. Собрание сочинений (в одном томе), Москва, 1954.
- Құнанбаев А. Шығармаларының толық жинағы (екі томдық) — Алматы, 1954 (преизд. 1968, 1986, 2002).
- Абай. «Слова назидания» (Кара сөз). (Пер. с каз. С. Санбаева), Алматы, Жалын, 1979, 1982.
- Абай. «Книга слов» (на китайском языке), Пекин, 1995.
- Құнанбаев А. «Книга слов» (Қара сөз). (Пер. с каз. Р. Сейсенбаева), Семипалатинск, 2001.
- «Двадцать стихотворений Абая» (все известные их переводы, сост. и пер. М. Адибаев), Алматы, 2005.
- Абай Кунанбаев. Избранное (серия «Мудрость веков»), Москва, Русский раритет, 2006.
- Abai. Zwanzig Gedichte («Двадцать стихотворений» под ред. Г. Бельгера), Koln, Onelverlag, 2007.

### Филателия и бонистика

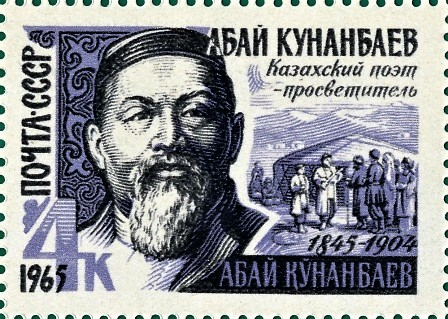
Почтовая марка СССР из серии «Писатели нашей Родины», посвящённая А. Кунанбаеву, 1965, 4 копейки (ЦФА 3220, Скотт 3059)
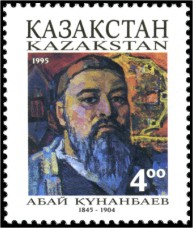
Почтовая марка Казахстана, 1995 год, 4 тенге
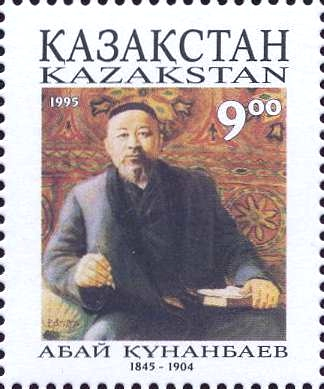
Почтовая марка Казахстана, 1995 год, 9 тенге
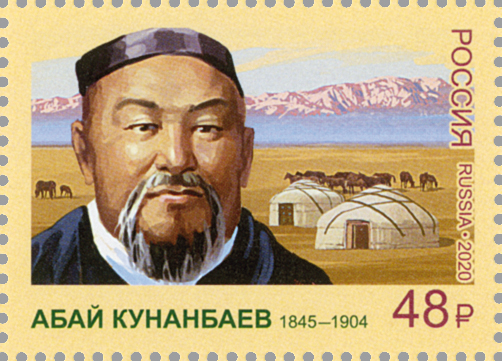
Почтовая марка России, посвящённая 175-летию со дня рождения Абая Кунанбаева, 2020 год, 48 рублей
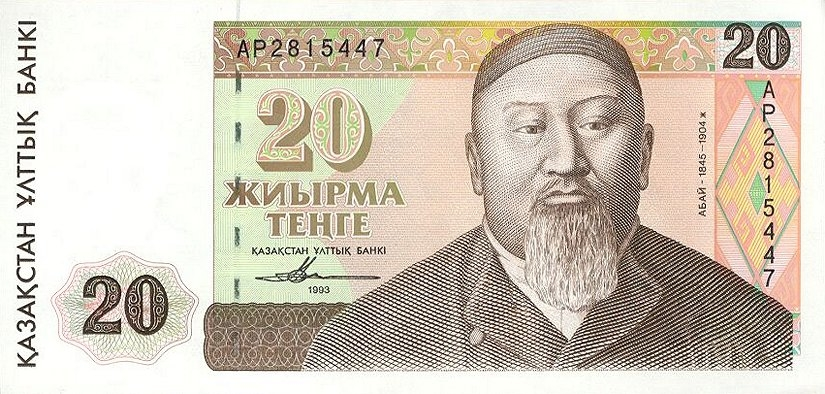
Банкнота Национального банка Казахстана, 1993 год

### Музеи

Дом-музей Абая в Семее

### Память об Абае

Памятник Абаю в Байконуре

Памятник Абаю в Алма-Ате

Памятник-бюст Абаю в Кулане

Памятник Абая Кунанбайулы. Город Тараз.

Бюст Абая. Город Казань

Памятник Абаю в Москве

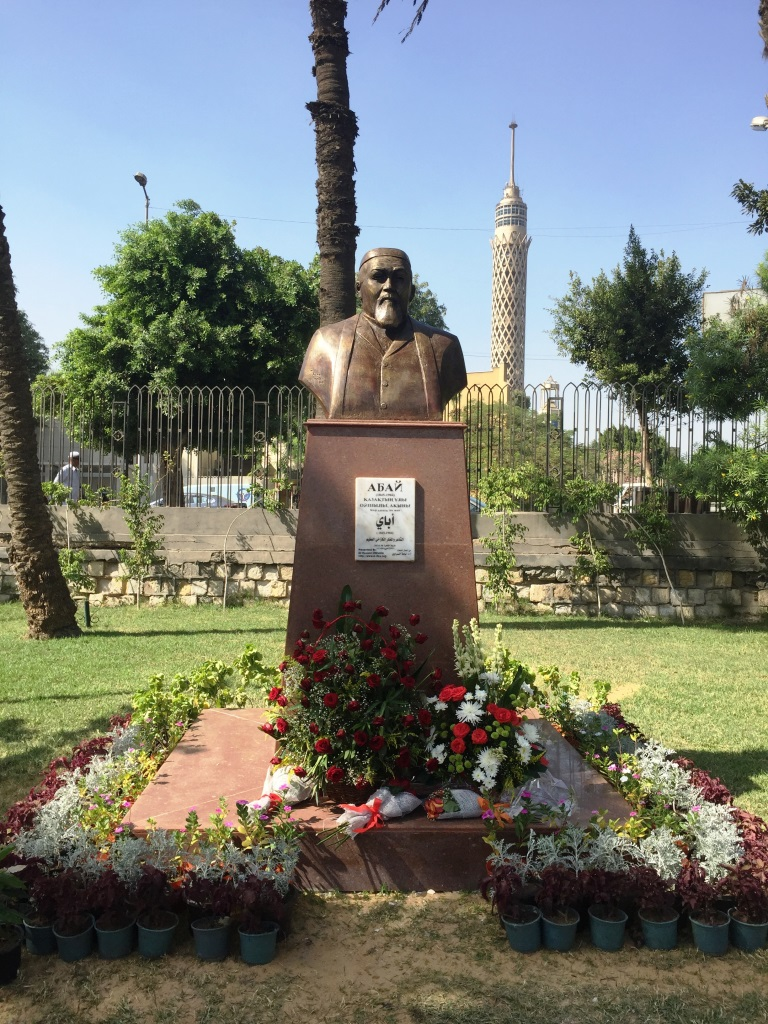
Бюст Абая в Каире